# Агатту
Агатту (алеут. Angatux̂; рос. Агатту) — острів на Алясці, частина Ближніх островів у західній частині Алеутських островів. З площею 221,59 км2  Агатту є один із найбільших безлюдних островів на Алеутах. Він є другим за величиною з Ближніх островів після острова Атту. Острів має вулканічне походження і значно гористий, вкритий тундровою рослинністю. Найвища точка острову досягаю 632 м над рівнем моря. Його довжина становить 30 км, а ширина 19,7 км.

## Навколишнє середовище
BirdLife International визнала Агатту важливою орнітологічною територією (IBA). В межах острова є сім великих колоній морських птахів з популяцією приблизно 66 000 птахів. На острові гніздиться близько 1% світової популяції тихоокеанських бакланів і топориків. Серед інших мешканці можна відмітити берингійського побережника, круглодзьобого плавунця, сивоголового катуньчика та пуночку. Алеутських малих казарок знову завезли на острів після того, як у 1970-х роках з острова вигнали лисиць. Знищення лисиць на острові також дозволило природоохоронцям реінтродукувати тундрову куріпку (Lagopus muta evermanni). У 2006 році були повідомлення про щонайменше 25 гніздових пар куріпок на острові.

## Геологія
Агатту є унікальним серед вулканічних Алеутських островів тим, що він майже повністю складається з осадових порід. Ці породи явно відкладалися у воді та складаються переважно з аморфного кремнезему та дрібного детриту, отриманого з вулканічної місцевості. Магматичні породи незначно представлені інтрузіями порфіру, діабазу, трапу. Весь острів був значно вкритий льодом.

## Жителі
Археологічні розкопки виявили докази та останки алеутів, які жили на острові Агатту ще в 760 році до н. е. Зважаючи на кількість одночасно заселених археологічних пам’яток на острові, експерти підрахували, що населення до контакту могла досягати 500-1000 осіб. Після контакту з росіянами у 1751 році населення Агатту стрімко скоротилося. Російські торговці по кілька років залишалися на Ближніх островах, полюючи на морських видр. Взаємодія з алеутами іноді була жорстокою. До 1760-х років усі жителі Ближніх островів переїхали в селище на острові Атту. Під час Другої світової війни жителі села Атту були інтерновані Японією, а в кінці війни тих, хто вижив, переселили на острів Атка.

## Галерея

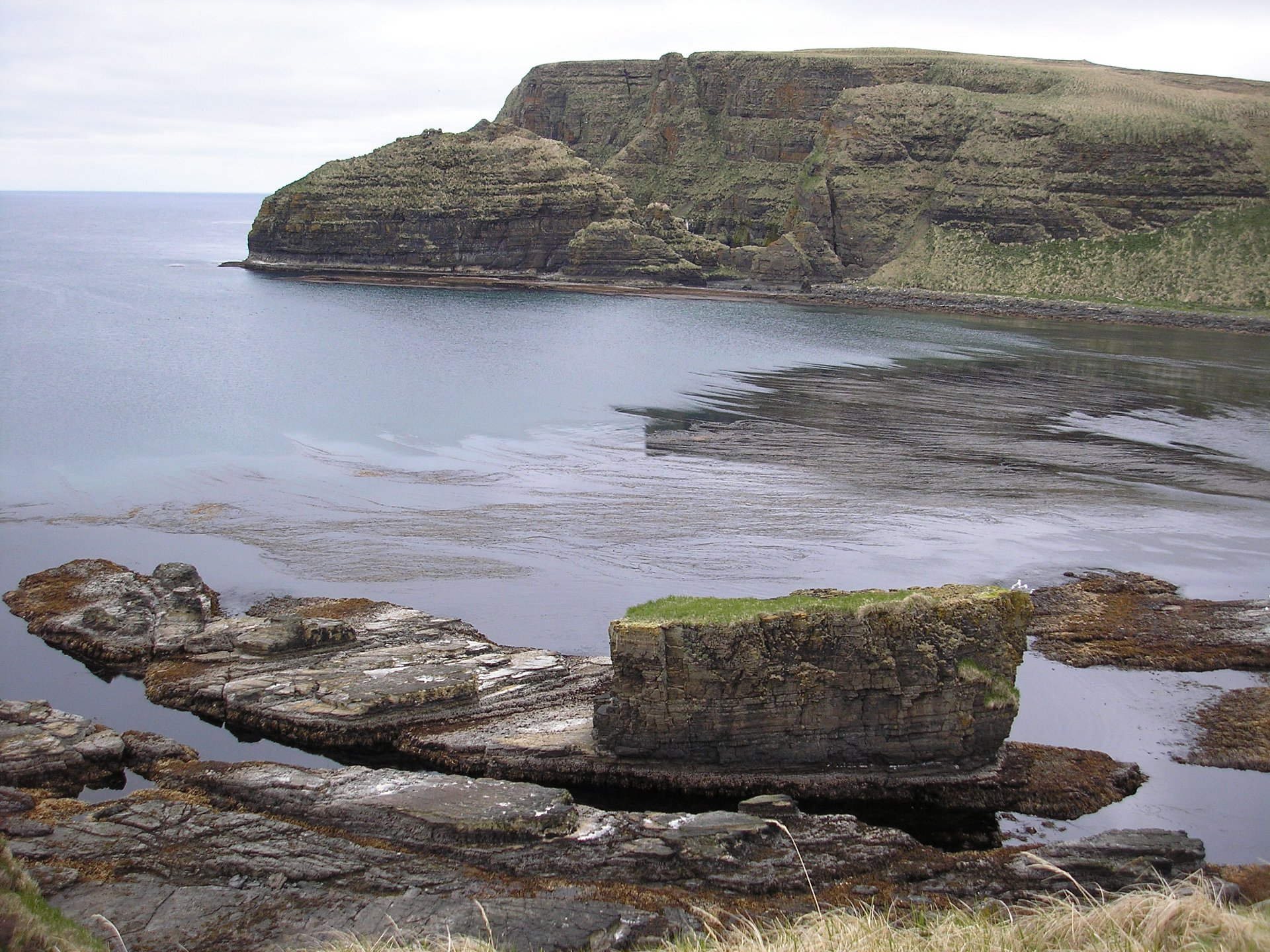
Агатту в 2018 році
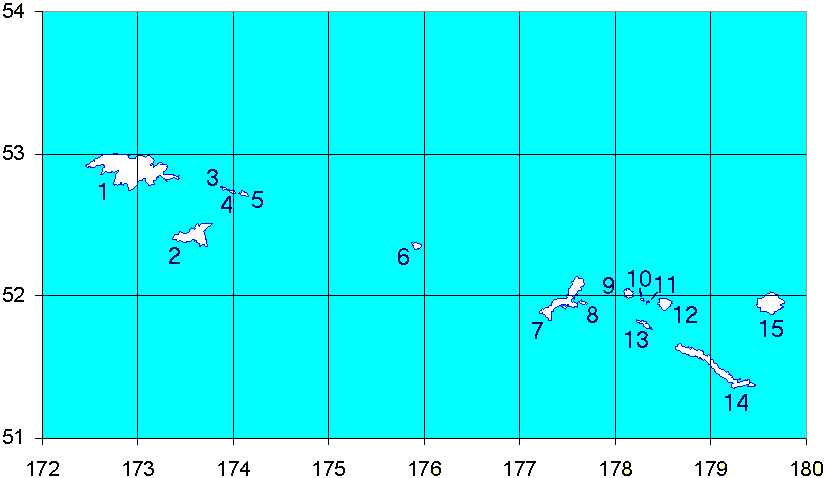
Карта західних Алеутських островів, Агатту позначено 2 .
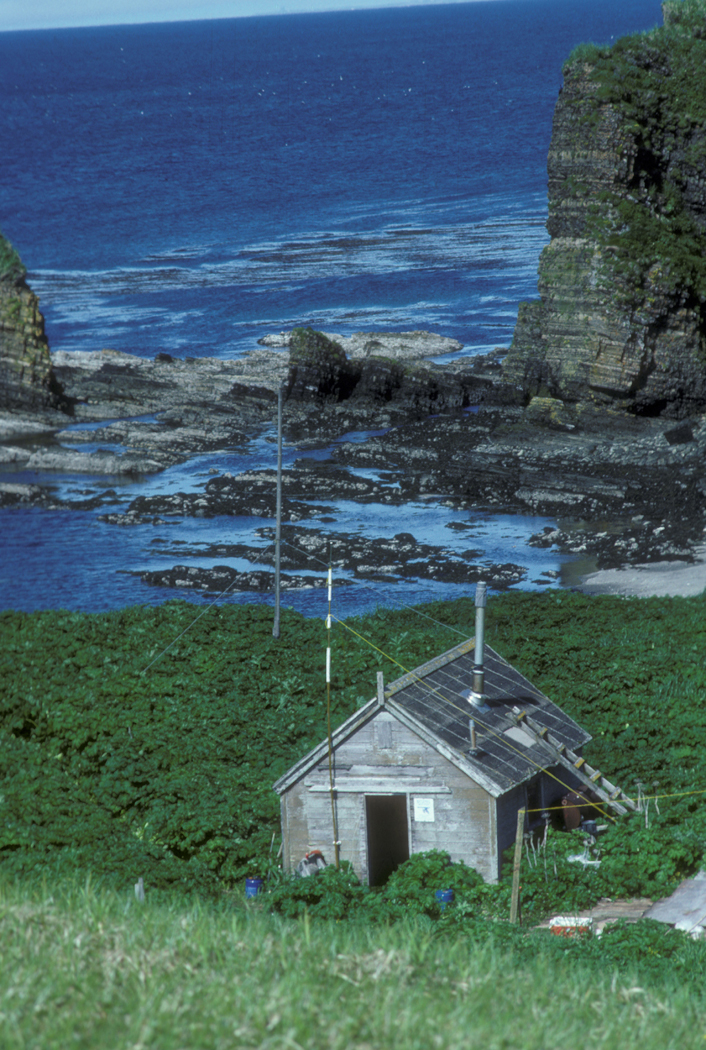
Острів Агатту, хатина-притулок, Алеути, 1988 рік. Надано: USFWS

## Додаткові посилання
- Острів Агатту: блок 1149, район перепису 1, західна переписна зона Алеутських островів, Аляска Бюро перепису США
- Морська карта острова Агатту Морська карта NOAA 16434 Острів Агатту, 6-е видання, травень 2004 р.
- US Coast Pilot 9, Chapter 7, Aleutian Islands Archived 27 травня 2010
- Фотографії острова Агатту Фотографії з острова Агатту, липень 2008 р
- Археологічні дослідження на Агатту, Алеутські острови, AC Spaulding, 1962, Cushing-Malloy, Inc